# Circonscription Woreda 16
La circonscription Woreda 16 est une des 23 circonscriptions législatives de la ville-région d'Addis-Abeba. Son représentant actuel est Habtemikael Abera Afewerq[réf. nécessaire].